# Beilic
Beilic – wieś w Rumunii, w okręgu Buzău, w gminie Săgeata. W 2011 roku liczyła 374 mieszkańców. 